# 친근한 어버이
〈친근한 어버이〉는 조선민주주의인민공화국의 최고령도자인 김정은을 찬양하는 대중가요이자 선전가요다. 작사는 안분희가 했고, 작곡은 정춘일이 했다. 이 노래는 2024년 4월 16일 평양시에서 열린 화성지구 2단계 준공식에서 처음 공개되었다.

## 출시
〈친근한 어버이〉는 2024년 4월 16일 평양 화성지구의 성지구 2단계 1만 세대 살림집 준공식에서 김류경이 라이브로 부른 곡으로 발표되었다. 이러한 행사는 조선민주주의인민공화국에서 흔히 볼 수 있으며, 조선로동당을 홍보하기 위해 국영 매체를 통해 방송된다. 다음날 〈친근한 어버이〉 뮤직비디오가 공개되어 조선중앙텔레비죤를 통해 방영되었다.

## 구성
〈친근한 어버이〉는 "낙관적"이고 "재미있다"고 묘사되었다. 고려대학교 교수인 피터 무디는 이 노래의 스타일을 스웨덴 슈퍼그룹 ABBA의 스타일과 비교하면서 "경쾌하고, 귀에 쏙쏙 들어오며, 풍부한 오케스트라 사운드가 두드러진다"고 설명했다. 이 비교는 노래가 입소문을 탔던 소셜 미디어 플랫폼 TikTok의 여러 사용자에게 반향이 일어났다. BBC의 프란시스 마오는 이 노래의 장르를 "신시-일렉트로팝"으로 구분했다. 작곡은 정춘일이 담당했다.

## 반응
MV 공개 후 틱톡 등 온라인 상에서는 해당 곡에 맞춰 춤추는 〈친근한 어버이〉 챌린지 동영상이 등장했다. '김정은이 케이팝 노래를 발표했다'는 제목의 동영상은 2024년 5월 9일 시점에서 조회수 200만 회를 돌파했다. 동영상 속 남성은 〈친근한 어버이〉의 곡에 한국 아이돌 그룹 아일릿의 〈Magnetic〉 안무를 맞춰 춤추고 있다. 또 다른 게시물에서는 곡을 듣고 감상을 전하는 리액션 동영상으로 "테일러 스위프트의 새 앨범을 날려버릴 정도"라고 호평을 전했다.
데일리NK는 함경북도 주민들의 생활 조건과 노래 가사를 비교한 주민들의 부정적인 반응을 보도했다.
대한민국의 방송통신심의위원회는 국가정보원의 요청으로 〈친근한 어버이〉 뮤직비디오를 차단했다. 대한민국 정부는 해당 영상이 국가보안법에 의해 불법화된 조선민주주의인민공화국 정부 제작 콘텐츠를 포함해 '불법 정보의 유포'를 금지하는 정보통신망법 제44조 위반으로 간주하고 있다.

## 같이 보기
- 조선민주주의인민공화국의 선전